# Цена
Цена (нім. Zehna) — громада в Німеччині, розташована в землі Мекленбург-Передня Померанія. Входить до складу району Росток. Складова частина об'єднання громад Гюстров-Ланд.
Площа — 25,76 км2. Населення становить 647 ос. (станом на 31 грудня 2020).

## Муніципальна рада та мер
Муніципальна рада (включаючи мера) складається з восьми членів. На виборах до муніципальної ради 26 травня 2019 року виборча громада Цена набрала 100% голосів і, таким чином, усі вісім місць.
Мером муніципалітету є Фред Ланге, його обрано 76,1% голосів.